# Dolichomitus imperator
Dolichomitus imperator is een vliesvleugelig insect uit de familie van de gewone sluipwespen (Ichneumonidae). De wetenschappelijke naam van de soort is voor het eerst geldig gepubliceerd in 1854 door Kriechbaumer.
De sluipwesp heeft een lengte van 20 tot 35 millimeter. Om een eitje te leggen speurt het vrouwtje met haar voelsprieten naar een keverlarve die in het hout zit. Eens ze een gevonden heeft boort ze met haar legboor in het hout, prikt de larve aan om die te verdoven en legt een eitje. Het vrouwtje gebruikt daarbij een legboor die langer is dan haar lijf. De larve ontwikkelt zich vervolgens in de keverlarve en verpopt in de voor de keverpop bedoelde holte. De soort vliegt van juni tot oktober.